# لودفيغ دي فينتر
لودفيغ دي فينتر هو دراج بلجيكي، ولد في 31 ديسمبر 1992 في لا لوفيير في بلجيكا.

## وصلات خارجية
- لودفيغ دي فينتر على موقع الاتحاد الدولي للدراجات (الإنجليزية)
- لودفيغ دي فينتر على موقع أرشيف الدراجات (الإنجليزية)
- لودفيغ دي فينتر على موقع إحصائيات الدراجات الإحترافية (الإنجليزية)
- لودفيغ دي فينتر على موقع نسبة الدراجات (الإنجليزية)